# Îles Anambas
Les îles Anambas sont un petit archipel de l'Indonésie situé dans la mer de Chine méridionale, entre la péninsule Malaise et l'île de Bornéo. Parmi les principales îles, il y a Siantan, Matak, Mubur, Jemaja, Damar et Kiabu.
Les Anambas comprennent plusieurs des îles frontalières d'Indonésie.

## Administration
Les Anambas ont été détachées des îles Natuna en 2008. Elles forment désormais un kabupaten de la province des îles Riau avec comme chef-lieu Tarempa sur l'île de Siantan.

## Économie

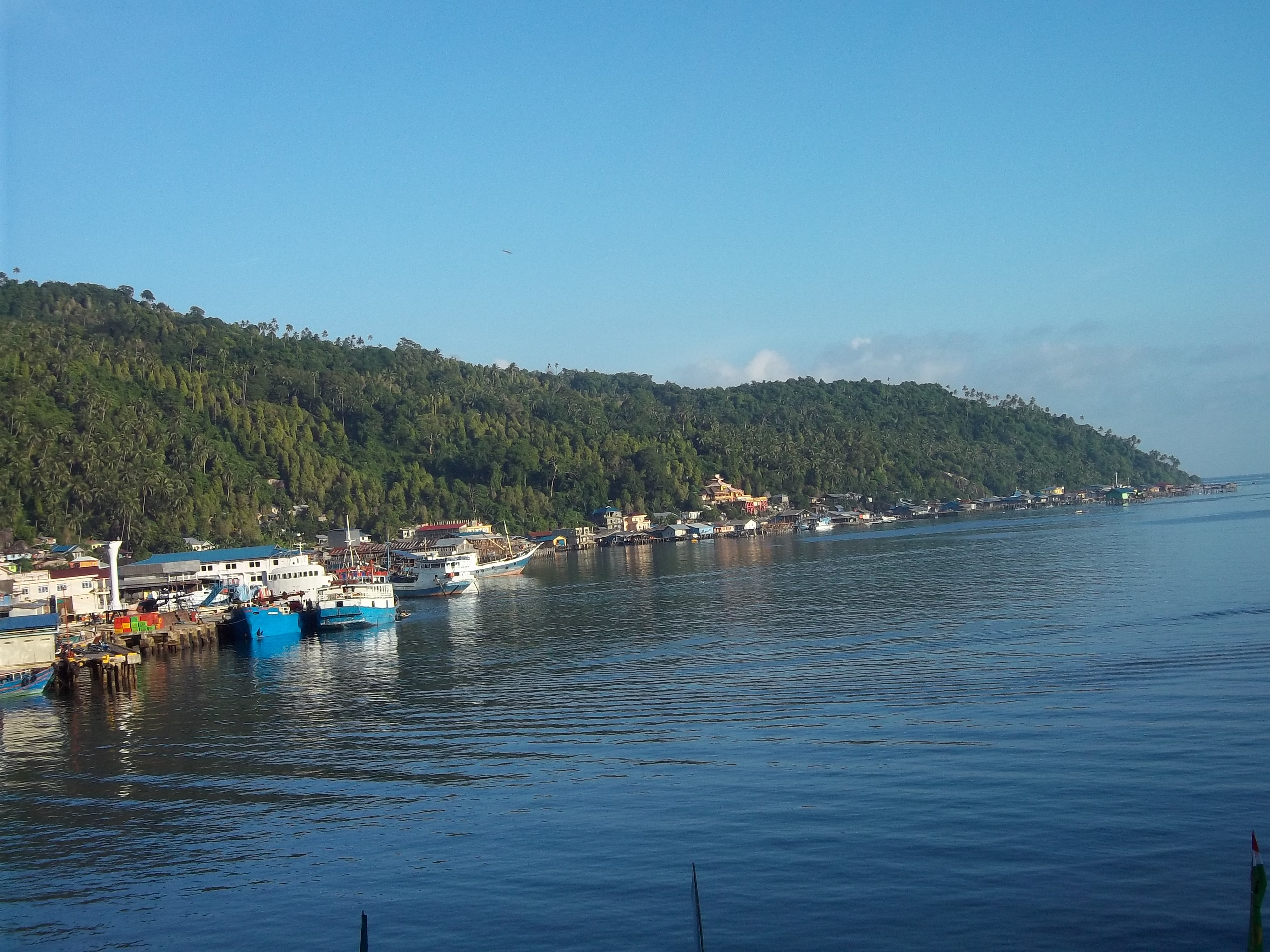
Le port de Tarempa

L'activité traditionnelle des habitants des Anambas est la pêche.
Les Anambas possède d'importantes réserves de gaz naturel. Le gaz est produit et exporté vers la Malaisie et Singapour. La principale base pétrolière est sur l'île de Matak.

## Armée
La marine indonésienne entretient une base à Tarempa.